# Atractus sanguineus
Atractus sanguineus este o specie de șerpi din genul Atractus, familia Colubridae, descrisă de Prado 1944. Conform Catalogue of Life specia Atractus sanguineus nu are subspecii cunoscute.